# Welwick
Welwick – wieś w Anglii, w hrabstwie East Riding of Yorkshire. Leży 26 km na wschód od miasta Hull i 241 km na północ od Londynu. W 2001 miejscowość liczyła 307 mieszkańców.